# Taibach
Taibach ou Tai-bach est une communauté du borough de comté de Neath Port Talbot, au pays de Galles. C'est une banlieue de la ville de Port Talbot située à quelques kilomètres au sud-est du centre-ville.

## Démographie
Au recensement de 2011, la communauté de Taibach, qui comprend également le village de Goytre (en) et une partie de Margam, comptait 4 799 habitants.